# Корейска драма
Корейска драма или Кей драма (на корейски: 한국드라마; коригирана романизация на корейския език: hanguk deurama) е израз за всички сериали, които се излъчват на територията на Южна Корея.
За разлика от теленовелите и западните сериали форматът на кей драмата в повечето случаи е като на минисерии, вариращи между 16 и 24 епизода и исторически („сегък“), които са обикновено над 35 епизода. Времетраенето на епизода е около 60 минути. Въпреки че са наречени „драми“, те включват разнообразни жанрове като романтична комедия, екшън, фантастика и други. Характерна черта на корейските драми е, че се заснемат няколко часа преди самото им излъчване, за да може в зависимост от гледаемостта и отзивите на гледащите да се променя сценарият. Корейските драми стават известни извън Южна Корея след популяризирането на развлекателната индустрия след 2000 г., известна повече като Корейската (или Халю) вълна.

## Формат
Корейските драми обикновено са писани от 1 директор и 1 сценарист и в редки случаи има повече от 1 сезон. Водещите драми се излъчват между 22ː00 и 23ː00 часа в 2 последователни нощи. Популярни телевизии за излъчването им саː SBS, KBS, MBC, jTBC, tvN и други. От 19ː00 до 20ː00 се излъчва теленовела през цялата седмица, която трае около 200 епизода. Теленовелите не са толкова популярни сред международните фенове.
Популярните сериали като „Моята любов от звездите“, „Boys Over Flowers“, „Ирис“, „Тайната градина“ и др. разказват за любовна история, свързана с известни препятствия пред двойката. Важен фактор за популяризирането на драмите сред жените е идеализирането на корейския мъж като красив, интелигентен, емоционален и готов да обича една жена за цял живот. Главните героини са представени като готови да жертват всичко за семейното щастие, а ако сериалът е комедиен, често героинята е представена като глупава.
За отделен вид се приемат сегък драмите. Те са исторически драми, чиито истории са базирани на личности и събития от корейската история. Макар да не е задължително, обикновено сегък драмите се отнасят за края на династията Чосон. След 2000 г. сегък драмите постигат огромен успех извън Южна Корея. Пример за популяризирането им е „Бижутата в замъка“, която постига огромен успех, като се продава в 91 страни.

## История
Радиопредаванията в Корея, включително на драми по радиото, започва през 1927 г., когато Корея е под японско владичество, като главно се говори на японски. След Корейската война предаването на драми връща национализма на южнокорейците.
Телевизионното излъчване започва през 1956 г. със стартирането на експериментална станция HLKZ-TV, спряна няколко години по-късно в резултат на пожар. Първата национална телевизия в Южна Корея е Korean Broadcasting System (KBS), основана през 1961 г. По KBS през 1962 г. започва да се излъчва първият корейски сериал, като малко по-късно конкурентът TBC също започва излъчването на драми. Първата историческа драма е наречена „Гукто Мари“, но заради ограничения брой телевизии през 1960-те години те не успяват да стигнат до зрителите.